# LSWR-Klasse T7
Die Lokomotive Nr. 720 der Klasse T7 der London and South Western Railway (LSWR) wurde 1897 von Dugald Drummond als Prototyp einer neuen Schnellzuglokomotive entworfen. 1901 folgten fünf weitere Exemplare mit einigen Anpassungen und Verbesserungen, die als E10 klassifiziert wurden.

## Geschichte

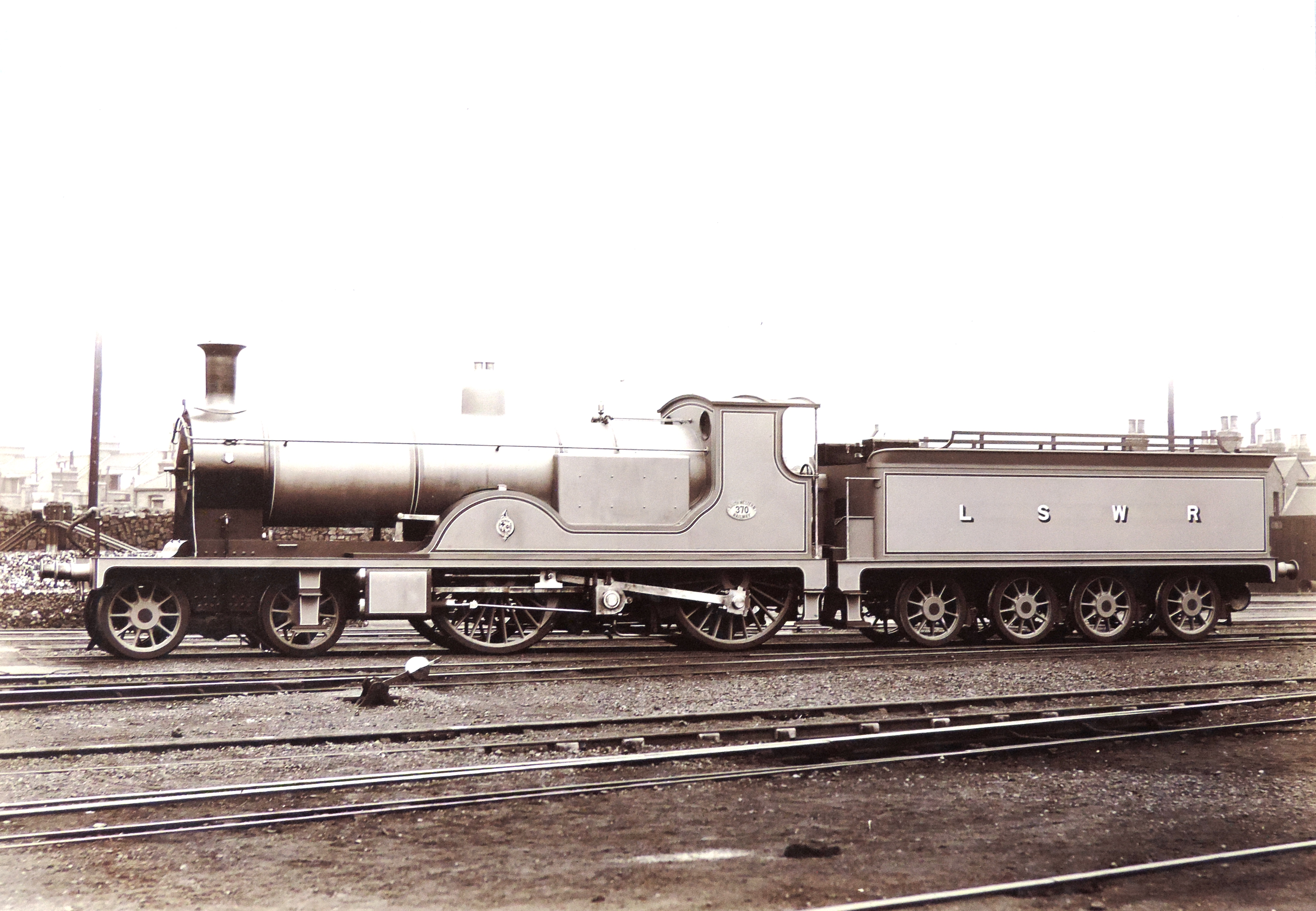
Klasse E10 Nr. 370

Um schwere Züge mit großer Geschwindigkeit befördern zu können, entwickelte Drummond, der damalige Chief Mechanical Engineer der LSWR, 1897 eine Schnellzugdampflokomotive mit der Radsatzanordnung 4-2-2-0 (2AA). Die Konstruktion war inspiriert durch die ab 1882 von Francis William Webb für die London and North Western Railway (LNWR) entworfenen Dreizylinder-Verbundlokomotiven. Um die erwünschte Kesselleistung zu erreichen, war eine große Rostfläche notwendig. Weil der Hinterkessel zwischen den großen Treibrädern angeordnet werden musste, war eine Erweiterung der Feuerbüchse nur in der Längsrichtung möglich. Dafür wären lange und entsprechend schwere Kuppelstangen erforderlich gewesen, weshalb Drummond von einer Kupplung der beiden Radsätze absah. Damit die Lokomotive dennoch eine ausreichende Reibungsmasse besaß, wurde jeder Treibradsatz durch ein eigenes Zylinderpaar angetrieben. Wie bei der von dem Eisenbahningenieur Frederick Charles Winby 1893 konstruierten Lokomotive James Toleman wurde die vordere Treibachse von zwei Innenzylindern mit Stephenson-Steuerung angetrieben und die hintere von zwei Außenzylindern mit Joysteuerung. Das Verbundprinzip kam hierbei nicht zur Anwendung.
Nach einigen Tests zwischen August und November 1897 wurde die Maschine auf der South Western Main Line vor dem Bournemouth-Express zwischen London Waterloo und Bournemouth eingesetzt. 1905 bekam die Lokomotive einen neuen größeren Kessel und kleinere Zylinder. Auch nach dem Umbau war sie überwiegend auf der Strecke zwischen London Waterloo und Bournemouth im Einsatz.
Eine Besonderheit war die anfängliche ockergelbe Lackierung und die Kennzeichnung des Tenders lediglich mit „L S W“. Erst 1899 bekam die Lokomotive die üblicherweise verwendete grüne Farbe (royal green) und die Kennzeichnung mit „L S W R“.
1901 entstanden fünf weitere Exemplare mit etwas größerem Kessel. Sie wurden als E10 klassifiziert und bekamen die Nummern 369 bis 373. Anfangs bespannten sie vor allem Schnellzüge auf der South Western Main Line zwischen London Waterloo und Southampton. Ab 1917 setzte sie die LSWR überwiegend vor schweren Güterzügen ein.
Die Lokomotiven waren mit sogenannten, ebenfalls von Drummond entwickelten, „Water cart“-Tendern ausgerüstet. Statt der damals üblichen dreiachsigen Tender kamen hier Tender mit zweiachsigen Drehgestellen mit Innenrahmen und -lagern zum Einsatz, wodurch eine entsprechend größerer Wasservorrat mitgeführt werden konnte. Die aufgrund der Innenrahmen offen zu sehenden Räder gaben diesen Tendern ihr unverwechselbares Aussehen.
Mit Inkrafttreten des Railways Act 1921 am 1. Januar 1923 kamen die Lokomotiven zur Southern Railway (SR), wo die Nummern beibehalten wurden. Alle sechs Lokomotiven wurden zwischen Herbst 1926 und Frühjahr 1927 stillgelegt und später verschrottet.
Wegen der großen entkoppelten Antriebsräder wurden die Lokomotiven meistens als „Double Singles“ bezeichnet.